# Hoplia indica
Hoplia indica är en skalbaggsart som beskrevs av Moser 1912. Hoplia indica ingår i släktet Hoplia och familjen Melolonthidae. Inga underarter finns listade i Catalogue of Life.